# Eilema ochraceola
Eilema ochraceola är en fjärilsart som beskrevs av Bremer 1864. Eilema ochraceola ingår i släktet Eilema och familjen björnspinnare. Inga underarter finns listade i Catalogue of Life.